# Мультимножина
Мультимножина — в математиці, це множина в якій для кожного елемента запам'ятовується не лише його входження, але й кількість входжень

## Формальне визначення
В теорії множин, мультимножина формально визначається як пара (A, m), де A — якась множина і m : A → N — функція з A в множину N (невід'ємних) натуральних чисел.
Типово записувати функцію m як множину впорядкованих пар {(a, m(a)) : a ∈ A}. Наприклад,
- мультимножина {a, b, b} визначається як {(a, 1), (b, 2)},
- {a, a, b} — {(a, 2), (b, 1)},
- {a, b} — {(a, 1), (b, 1)}.

Для кожного a з A кількістю a є число m(a).
Якщо множина A скінченна, розміром мультимножини (A, m) є сума кількостей кожного елемента A:
{\displaystyle \sum _{a\in A}m(a).}
(B, n) є підмультимножиною мультимножини (A, m) якщо
- B є підмножиною A (B ⊆ A)
- функція n : B → N задовільняє нерівність n(a) ≤ m(a).

## Дії
Звичайні дії над множинами — об'єднання, перетин і Декартів добуток просто узагальнюються для мультимножин.
Нехай (A, m) і (B, n) — мультимножини. Тоді їх
- Об'єднання визначається як (A ∪ B, f), де f(x) = max{m(x), n(x)}.
- Перетин визначається як (A ∩ B, f), де f(x) = min{m(x), n(x)}.
- Сума мультимножин визначається як (A ⊎ B, f), де f(x) = m(x) + n(x).
- Декартів добуток визначається як (A × B, f), де f((x,y)) = m(x)n(y).

| Сигма | Це незавершена стаття з математики. Ви можете допомогти проєкту, виправивши або дописавши її. |